# Гидроневесомость

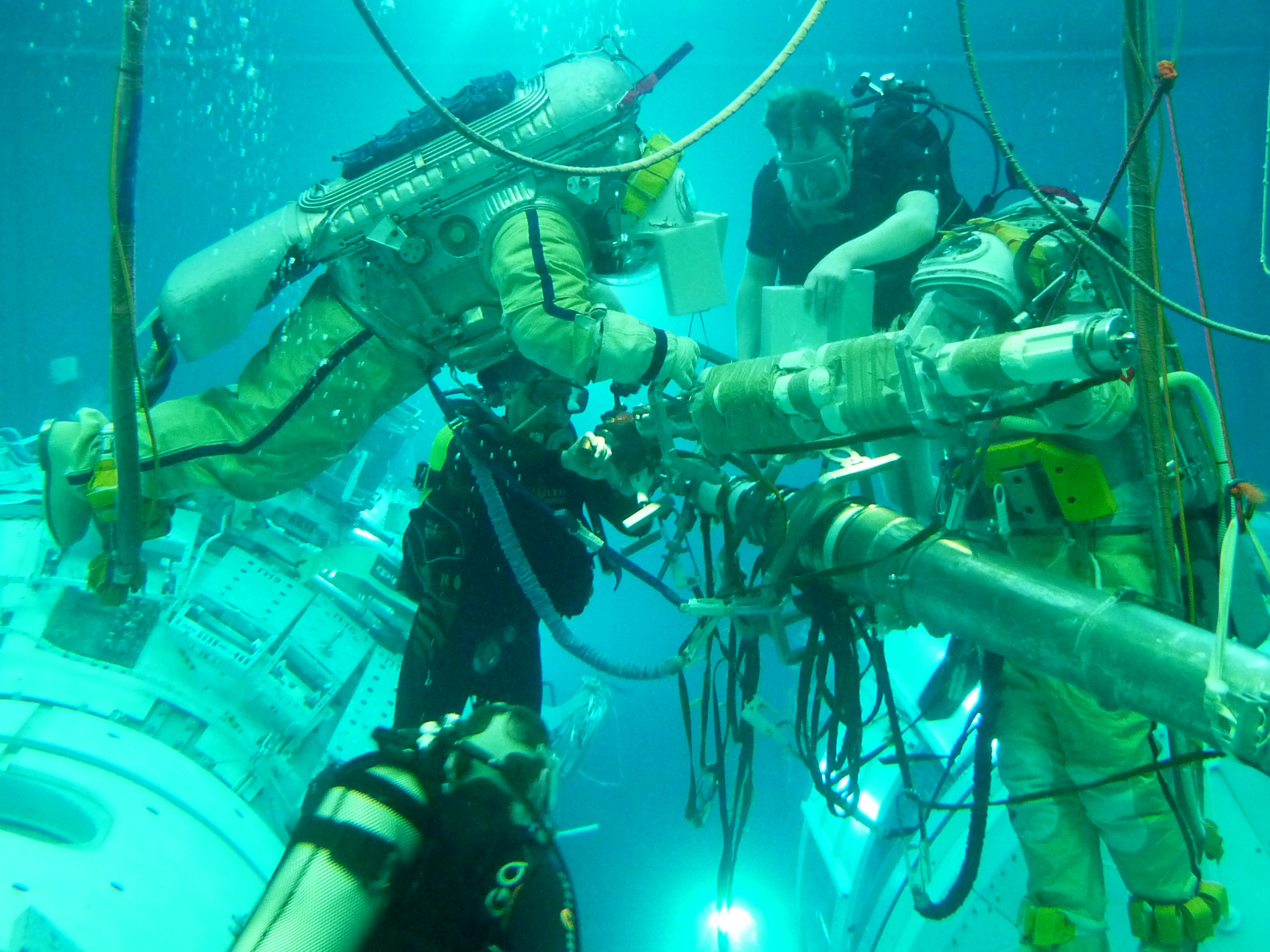
Тренировка в гидроневесомости. Разгрузочные жёлтые бруски создают нулевую плавучесть

Гидроневесомость — искусственно создаваемые на Земле условия, имитирующие невесомость путём полного погружения объекта в воду и выравнивания его гравитационных нагрузок до уровня, близкого к нулевому, при любых положениях: создание так называемой нейтральной плавучести.
Используется при подготовке космонавтов к космическому полёту.
По индивидуальным ощущениям гидроневесомость, хотя и приближена к невесомости, от неё всё же отличается, поскольку, несмотря на нулевой общий вес, воздействует лишь на поверхность тела, а внутренние органы всё равно испытывают воздействие гравитации. Вдобавок, при движении ощущается сопротивление воды. Однако по сравнению с полётом по параболе Кеплера, для подготовки к космическому полёту гидроневесомость гораздо важнее, так как позволяет в течение длительного времени отрабатывать на макетах те же операции, которые космонавтам потом предстоит проводить в космосе, во время выходов в открытый космос, а времязатраты и энергозатраты при выполнении одних и тех же работ в гидроневесомости и в открытом космосе практически совпадают.
Космонавты готовятся к полёту, тренируясь в условиях гидроневесомости, максимально приближённых к реальной невесомости, создаваемых в бассейне Гидролаборатории Центра подготовки космонавтов имени Ю. А. Гагарина на глубине от 8 метров, в тех же скафандрах, в которых им предстоит работать в космосе (в XXI веке это скафандры «Орлан»). Астронавты США проходят аналогичную подготовку в Лаборатории нейтральной плавучести (NBL) НАСА в Хьюстоне. Свои гидролаборатории имеют Китай, Германия, Япония (см. en:Neutral buoyancy pool).

## Гидролаборатория

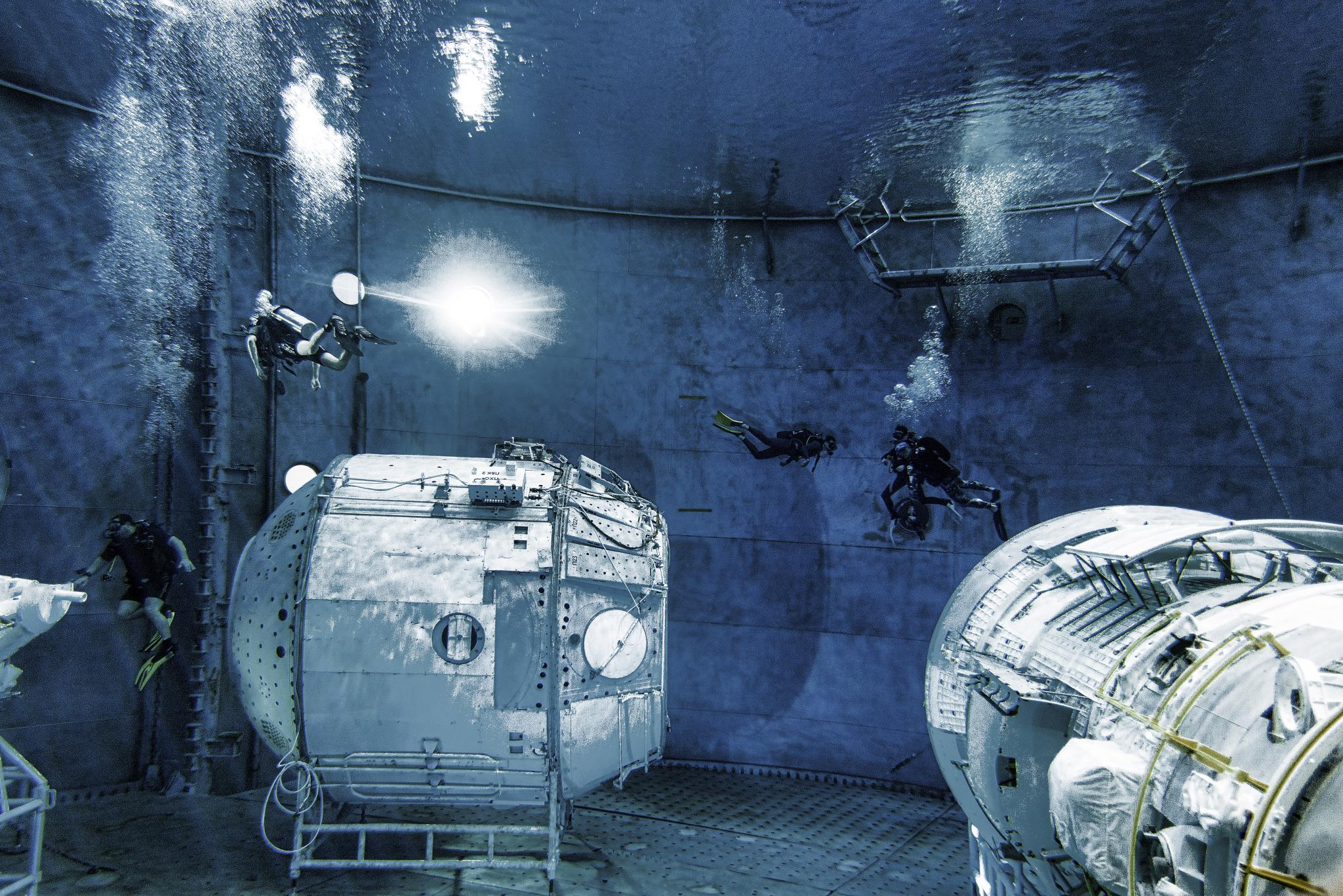
В бассейне Гидролаборатории.

Первая Гидролаборатория Центра подготовки космонавтов имени Ю. А. Гагарина, создающая условия гидроневесомости, была создана в 1965 году; современная официально открылась 1 марта 1980 года, хотя тренировки в ней проходили с 29 декабря 1978 г. В 2015—2020 годы она прошла капитальную модернизацию.
Бассейн Гидролаборатории имеет цилиндрическую форму, глубину 12, диаметр 23 метра и объём 5000 м³. Оснащён системой прожекторов и видеокамер, позволяющей записывать процесс тренировок, 45 иллюминаторами, подъёмной платформой грузоподъёмностью 27,5 тонн. В нём поддерживаются заданные химический состав, температура (около 30 °C) и прозрачность воды.
Во время работы на орбите советских станций «Салют-7» и «Мир» тренировки в бассейне Гидролаборатории проходили на их полноразмерных макетах; со времени запуска МКС они происходят на погружаемых на дно полноразмерных моделях её частей. В Гидролаборатории есть макет всей станции, но он крупнее бассейна, поэтому каждый раз в бассейн погружают лишь фрагменты МКС, необходимые для текущих тренировок.
Бассейн НАСА в NBL крупнее (30x70 метров), однако в отличие от московской Гидролаборатории в нём отсутствует подъёмная платформа.

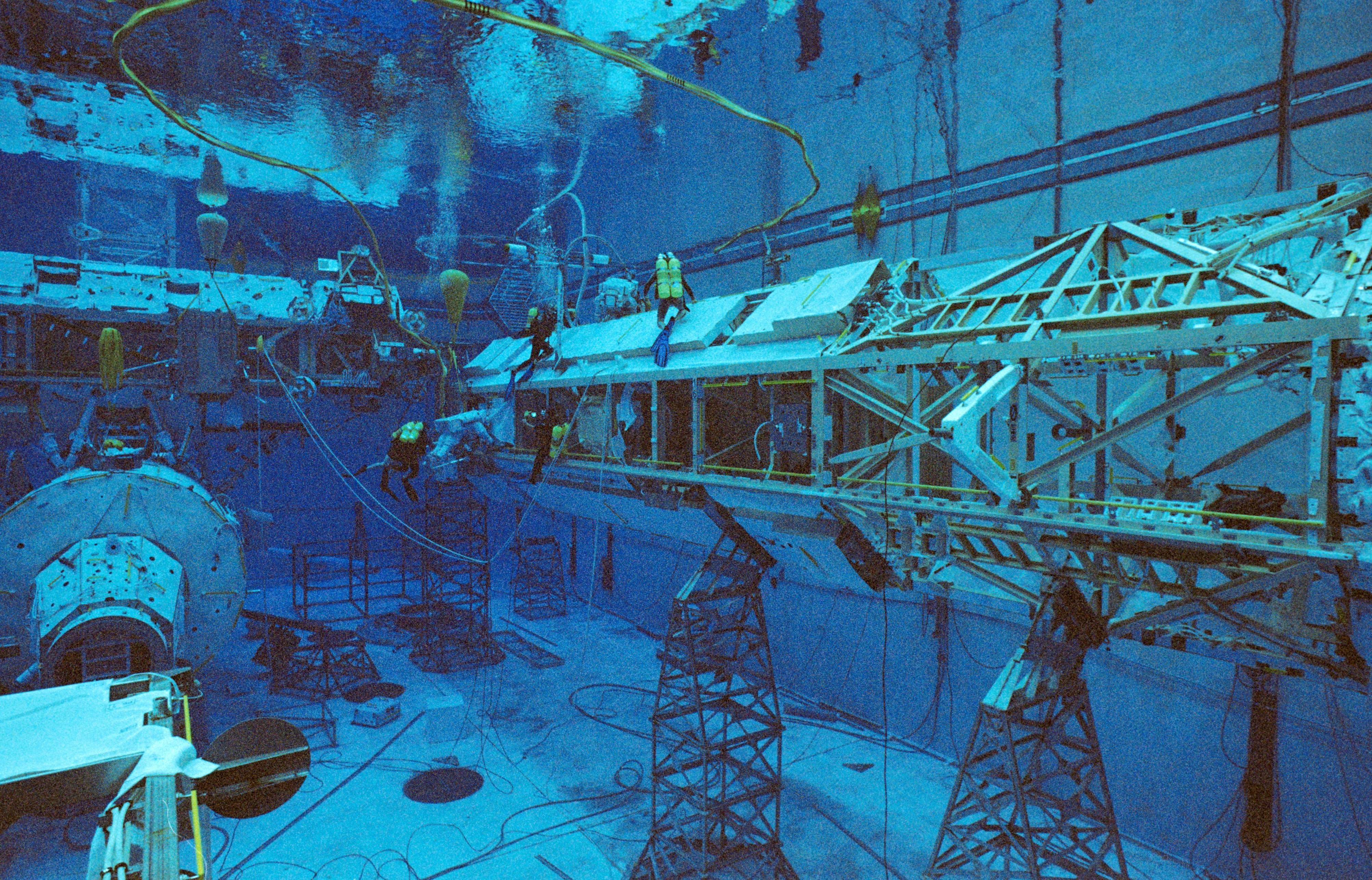
В бассейне NBL